# 維斯卡山 (秘魯)
14°15′24″S 72°25′50″W / 14.25667°S 72.43056°W
維斯卡山（Wiska），是秘魯的山峰，位於該國南部阿普里馬克大區，由奧羅佩薩區和查爾瓦瓦喬區負責管轄，屬於安地斯山脈的一部分，海拔高度4,800米。